# Мовчанівський Теодосій Миколайович
Мовчанівський Теодосій (Тодось) Миколайович (9 травня 1899, с. Берестівець Уманського повіту Київської губернії — 10 травня 1938, м. Київ) — археолог, краєзнавець, етнограф музейний діяч, науковець доби «розстріляного відродження».

## Біографія
Народився 9 травня 1899 року в родині священика в селі Берестівець Уманського повіту Київської губернії.
Навчався в Уманському духовному училищі, з 1913 р. — у Київській духовній семінарії, звідки був виключений; у 1914—1918 рр. — в Одеській духовній семінарії. Проте духовного сану не прийняв, а присвятив себе громадській та просвітницькій діяльності.
З 1919 року — очолював школу в Берестові, де організував курси самоосвіти та осередок «Просвіти», а також створив музей при клубі.
1921 року — очолив трудову школу у селищі Краснопілка, де також організував місцевий музей.
З 1924 року — викладав суспільствознавство у школі села Верхнячка. Цьогож року — посприяв створенню ще одного сільського музею при Верхняцькому клубі.
У 1925 році, на запрошення Бердичівської окружної політичної освіти, розпочав організацію краєзнавчого музею та архіву в Бердичеві. Під впливом знайомства з Петром Курінним (тоді — директором Уманської хлоп'ячої гімназії та Уманського краєзнавчого музею), захопився дослідженням місцевих археологічних пам'яток. У 1925 році — очолював організаційні роботи зі створення Бердичівського окружного архіву та краєзнавчого музею. З 1926 по 1928 роки — працював на посаді директора музею, а пізніше, з 1928 по 1932 рік, — заступником директора музею з наукової роботи. За ініціативи Мовчанівського територію Кармелітського монастиря у Бердичеві, де розміщувався музей, у 1928 році оголосили історико-культурним заповідником. У ці роки — отримав досвід роботи архівістом та археологом. Проводячи консультації та контроль, відвідав 68 установ у місті та в окрузі, де проводив численні лекції та бесіди. Посприяв створенню архівних гуртків та виставки архівних документів. З 1928 по 1932 рік — був директором Бердичівського державного історико-культурного заповідника.
У 1926-1927 роках — брав участь в експедиції під керівництвом Петра Курінного (на той час — директора Всеукраїнського Музейного містечка та Лаврського заповідника у Києві). Це були археологічні дослідження Райковецького кургану та могильника на річці Гнилоп'ять Житомирській області.
У 1928 році — проводив археологічні розвідки в селах Юрівка, Вовчинець, Обухівка, Білопілля, Плисків, Андрушівка, де були зафіксовані пам'ятки трипільської та черняхівської археологічних культур. Поблизу селищ Райки, Ягнятин, Білилівка, Верхнячка були виявлені городища часів Київської Русі.
З 1929 по 1935 рік — керував розкопками Райковецького городища XI-ХІІІ століть, що знаходилось поблизу селища Райки Бердичівського району Житомирської області.
З 1934 року — очолював відділ слов'янської археології Інституту історії матеріальної культури. Був учасником археологічних робіт в околицях Десятинної церкви та на «Перуновому пагорбі» в Києві (1936 рік).
У 1937 році — очолював розкопки гробниці київського митрополита Рафаїла (Заборовського) на території Софійського собору і — врятував мощі спочилого архіпастиря від знищення. Згідно офіційних радянських документів — мощі з гробниці того року вилучили і знищили, з формулюванням: «не мають наукової цінності»; а у середині XIX століття — вхід до склепу закрили чавунними плитами. Але у 2022 році, коли українські археологи відкрили найдавнішу крипту гробниці, з'ясували — Мовчанівський повернув мощі у крипту і замурував гробницю, таким чином — зберігши мощі митрополита.
4 лютого 1938 р. політичний режим СРСР його звинуватив за ст. 54-7, 54-11 КК УРСР (58 КК РСФСР) у причетності до «антирадянської націоналістичної організації», за «підривну шкідницьку діяльність в області науки». 17 лютого 1938 р. його заарештували і відправили до Лук'янівської в'язниці Києва. Про контрреволюційну діяльність в Інституті історії матеріальної культури ВУАН у протоколах свідчень від 10 грудня 1937 року зазначено:
«…вся работа Института была направлена так, что главное внимание уделялось вопросам изучения иноземной культуры колонизаторов (маються на увазі дослідження античні міста Північного Причорномор'я В. П.) и совершенно игнорировалось изучение культуры местного населения».
Фаховий підхід до вивчення матеріалів, наукове розуміння історичного процесу розвитку, об'єктивна оцінка знайдених артефактів, — все це у діяльності науковців не збігалося з політичними завданнями комуністичного режиму, не відповідало безкомпромісній партійній ідеології.
Київське обласне управління НКВС 8 травня 1938 р. засудило його до вищої міри покарання.
Вирок виконано 10 травня 1938 року о 23 годині. З розкриттям документів в архіві СБУ стало відоме місце поховання науковця — Биківнянські могили.
12 травня 1971 року він був посмертно реабілітований.
Архівно слідча справа знаходиться у Центральному державному архіві громадських об'єднань України (ф. 263, спр. 58044 ФП).

## Наукова діяльність
Опублікував численні наукові праці та розвідки з археології: «Обробка металу на Україні в XII—XIII ст. за матеріалами Райковецького городища» (1934); «Райковецьке городище XI—XIII ст.»; «Експедиційні роботи Інституту історії матеріальної культури в 1935 р.» (1935); «Нові археологічні розкопки у Києві» (1936); «Матеріали дослідної роботи Райковецької археологічної експедиції в 1934 р.», «Археологічна розвідка на території колишнього Михайлівського собору в Києві» (1937) та ін.
Упорядкував путівник «Бердичівський державний історико-культурний заповідник» (1931).

### Праці
- Мовчанівський Т. М. Бердичівський державний історико-культурний заповідник / Провідник. — Харків: Пролетар, 1931.
- Мовчанівський Т. М. Орієнтовний плян організації державної археологічної експедиції для дослідження городища доби раннього феодалізму в с. Райках на Бердичівщині // Архів ІА НАН України — ф. ІІМК/Р — спр. 57 (додаток). — 9 с.
- Райковецька державна археологічна експедиція 1933 року // НЗ ІІМК. Кн.1.
- Робота Райковецької археологічної експедиції 1934 р. // НЗ ІІМК. 1935. Кн. 3-4. С. 105
- Чергові методологічні питання трипільської проблеми // НЗ ІІМК. 1935. Кн. 5-6. C. 65–86
- Райковецьке городище XI—XIII ст. Попереднє повідомлення про дослідження городища за 1929—1934 pp. // НЗ ІІМК. 1935. Кн. 5-6. C. 125—176.
- Матеріали дослідної роботи Райковецької археологічної експедиції в 1934 р. // НЗ ІІМК. 1937. Кн. 2. C. 35–65.
- Мовчанівський Т. М. Райковецьке феодальне городище // Архів ІА НАН України — ф.20 (фонд Мовчанівського). — спр. 11. — 195 с.
- (рос.)Обработка метала на Украине в XII-XIII вв. по материалам Райковецкого городища // ПИДО. 1934. № 5. С.83-92.